# بوب آشر
بوب آشر (بالإنجليزية: Bob Asher)‏ هو لاعب كرة قدم أمريكية أمريكي، ولد في 13 يونيو 1948 في مقاطعة أرلنغتون في الولايات المتحدة.

## وصلات خارجية
- بوب آشر على موقع مرجع كرة القدم المحترفة.كوم (الإنجليزية)